# 白鳥村 (岐阜県郡上郡)
白鳥村（しろとりむら）は、かつて岐阜県郡上郡に存在した村である。
現在の郡上市白鳥町白鳥などに該当する。
白鳥町は、1928年（昭和3年）11月10日に上保村が町制改称した町であり、白鳥村が町制施行したものではない。

## 歴史
- 1889年（明治22年）7月1日 - 町村制により白鳥村が発足。
- 1897年（明治30年）4月1日 - 為真村、大島村、中津屋村、越佐村と合併し、上保村が発足。同日白鳥村は廃止。

## 教育
- 白鳥尋常小学校 （現・郡上市立白鳥小学校）